# Sig (Mascara)
 (mai 2018).
- Si vous ne connaissez pas le sujet, laissez ce bandeau (vous pouvez alors contacter les auteurs).
- Si vous supprimez le contenu mis en cause (vous pouvez préalablement contacter les auteurs),

argumentez précisément cette suppression dans la page de discussion
(un manque de référence n'est pas un argument ; une recherche réelle de référence doit avoir été effectuée, être formellement documentée).
Sig (anciennement Tassacora à l'époque antique, puis Chanzy et Saint-Denis-du-Sig pendant la période française) (en arabe : سيق, en berbère : ⵙⵉⴳ) est une commune d'Algérie de la wilaya de Mascara, située à 52 km d'Oran dans l'ouest de l'Algérie. Elle est la deuxième plus grande ville de la wilaya après Mascara.

## Géographie

### Situation
Le territoire de la commune de Sig est situé dans la partie nord de la wilaya de Mascara, à environ 48 km au nord-ouest de Mascara, 29 km de la mer, et à environ 43 km au sud-est d'Oran.

### Communes limitrophes
| Oggaz    | Ras El Aïn Amirouche | Bou Henni |
| Oggaz    | Sig                  | Bou Henni |
| El Gaada | Chorfa               | Bou Henni |

### Relief et hydrographie

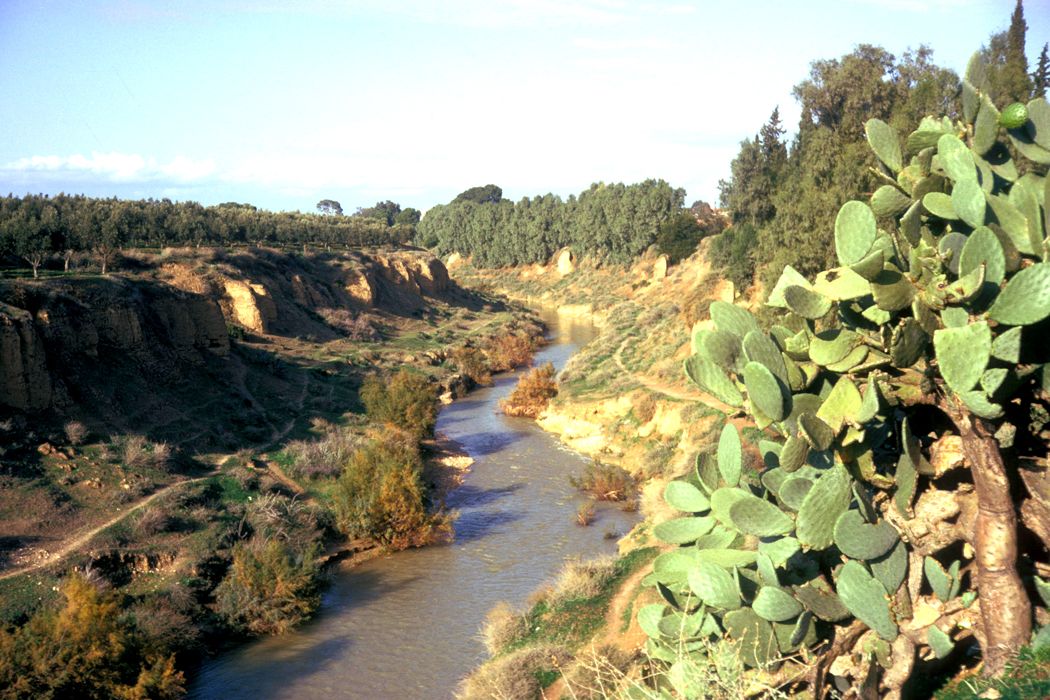
L'oued Sig en crue (vers 1975).

Sig est située à 56 m d’altitude et à une trentaine de kilomètres de la mer à vol d’oiseau. La ville est limitée au sud, par les monts des Ouled Ali, dont le djebel Touakes à 429 m domine la ville, et dans la direction de Mascara, par le djebel Bou Sella, au-dessus de l’Union du Sig (une réalisation du fouriérisme), enfin par le djebel Ben Djouane (429 m). Elle est traversée par l'Oued Sig (Mekerra), qui prend ses sources au sud de la ville de Tlemcen, et passe par Sidi Bel Abbès.
La ville[Quoi ?] est caractérisée par un hiver peu rude par rapport à d'autres régions, et un été assez chaud, la pluviométrie quant à elle ne dépasse les 400 millilitres par an.

### Localités de la commune
La commune de Sig est constituée à partir des localités suivantes : Sig-Centre (61 373 hab.), Zone industrielle, Khrouf+Chteibo, 3 500 hab.), Cité Boudadi (2 500 hab.), Cité Kharouba (1 100 hab.), Zemala, H'mara, Ouled Ali et Chorfa.

### Quartiers de la ville
Les quartiers de la ville sont : le centre-ville (square des Martyres ex-square Charras), La gare, Medina Djedida ex-Village Nègre, Cité 300 logements, Cité Khemisti, Cité Ais (Pakta), Cité Redouane (La chapelle), Cité Zeghloul (villettes), Lotissement G (Route de Mascara) et Cité 202 (nouveaux quartiers).

### Urbanisme

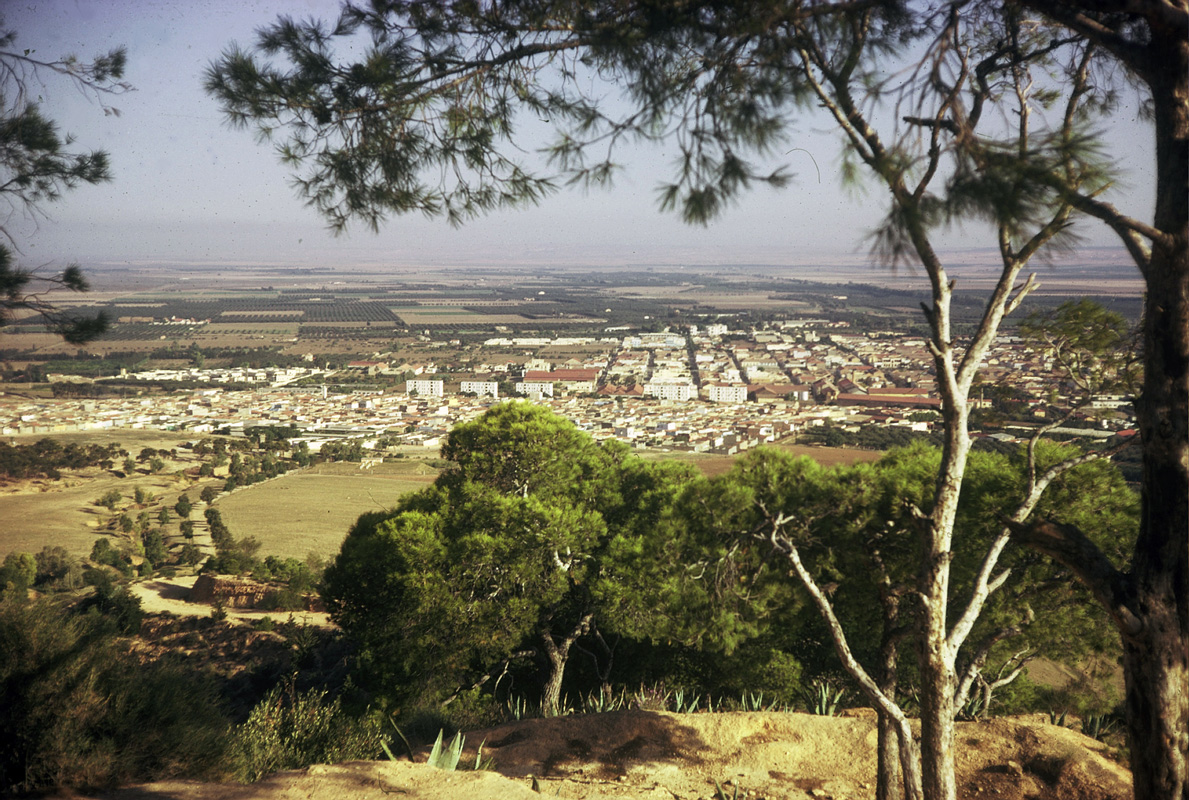
Sig en 1973.

Saint-Denis du Sig était à sa création en 1845  un tout petit village. Son plan avait été établi par les soins du Génie militaire français : un rectangle aux lignes géométriques, identique à celui de toutes les villes en Algérie construites par les Français. L’accès se faisait par quatre portes : à l'est, la porte de Mascara, au nord la porte de Garrabas, au sud la porte des Ouled Sliman. Du côté de l'ouest, bordé par la rivière (le Sig), on entrait par la porte d'Oran.
Construit au pied du djebel Touakes, Saint-Denis du Sig formait un rectangle de 670 m d'est en ouest, de 600 m du nord au sud avec un système urbanistique axial par rapport à son boulevard principal long de 900 m et large de 33 m.

## Histoire

### Préhistoire
Sig se trouve à 43 km au sud-est d'Oran au débouché de la vallée de la Mékerra. La région du Sig a attiré l'homme préhistorique qui y a laissé des traces de son séjour : silex taillé, hache polie…[réf. nécessaire]

### Période romaine
Le Sig existait déjà à l'époque romaine sous le nom de Tasacorra, du berbère tara (défilé) et corra (Mékerra) : défilé de la Mékerra. Tasacorra était une des stations de la grande voie romaine Rusuccuru (Dellys) à Calama (Nedroma) entre Costa-Nova (Mohammadia) et Régia (Arbal (en)).

### Période des dynasties musulmanes
Après les Romains, les Vandales (429-534) et les Byzantins, les armées musulmanes d'Oqba Ibn Nafi al-Fihri envahirent la région dans les années 670. À cette époque, la région du Sig aurait été occupée par la tribu berbère zénète des Beni Houna avant d'être intégrée dans le califat omeyyade.
De 1040 à 1147, Sig fait partie de l'empire des Almoravides.
Vers 1150, la région tomba aux mains des Berbères de Houara.

### Période de la colonisation française

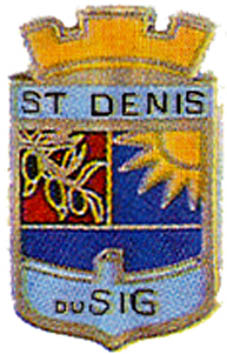
Blason de Saint-Denis-du-Sig (Algérie française).

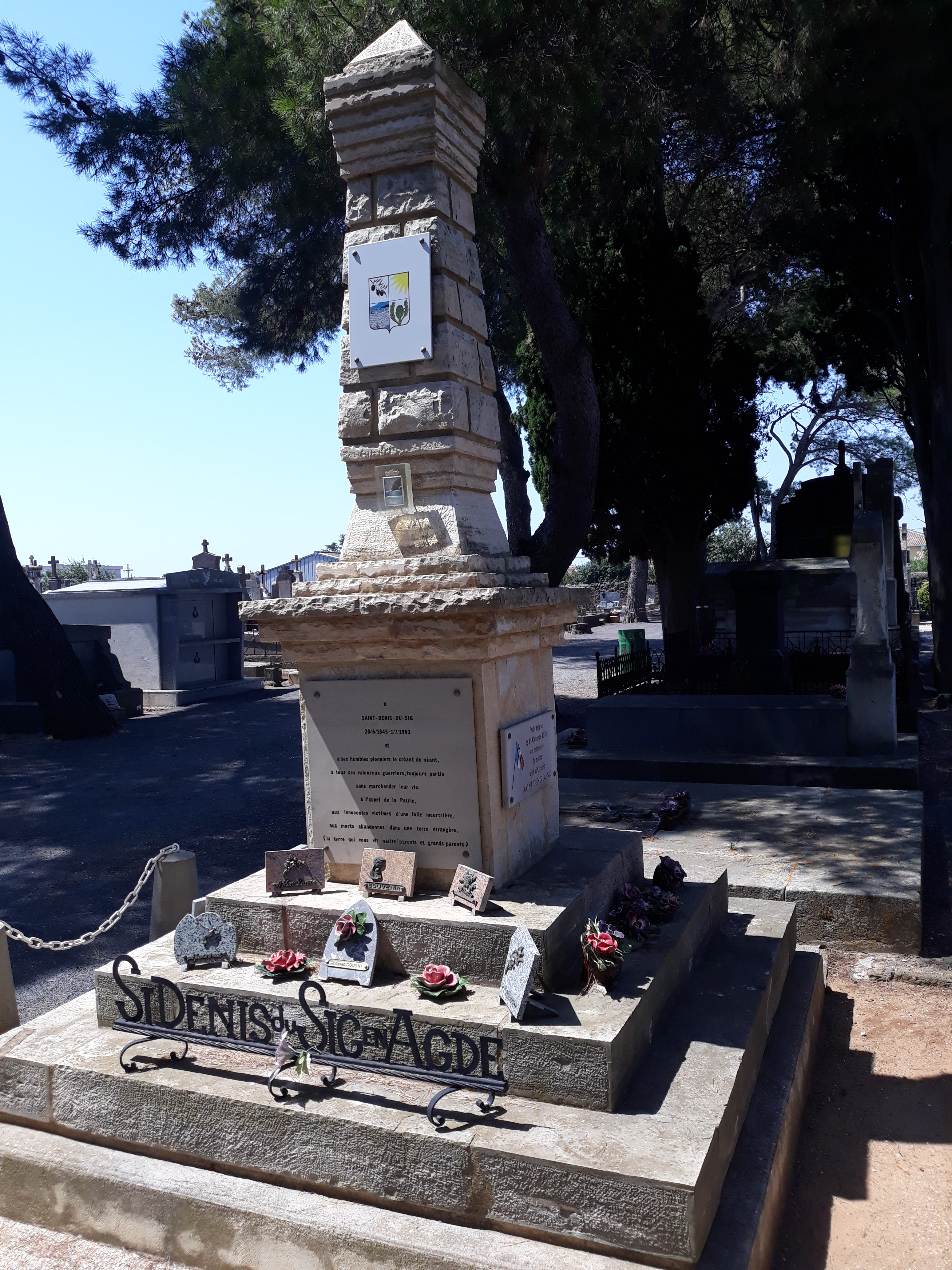
Monument du Saint-Denis-du-Sig à cimetière d'Agde (Hérault).

Au tout début l'installation des Français en Algérie, le Sig désigné comme gîte d'étape pour engager la lutte contre Abd el Kader et plusieurs combats furent livrés dans la plaine attenante. En particulier, le 26 juin 1835, le combat d’Abd El Kader contre l'armée française à la ferme de la forêt Moulay Ismaï près de la ville du Sig,.
En 1837; le Lieutenant général Bugeaud propose de créer près de l’oued Sig un village européen défensif d'environ 350 familles. Le traité de la Tafna, conclu avec Abd El Kader, lui donnait en effet toute latitude pour occuper cette plaine, qu’il avait résolu de mettre en valeur. Il décrit son projet au ministre de la Guerre mais celui-ci ne lui donne une réponse qu’en 1839 en envoyant son projet au gouverneur de l’Algérie, le maréchal Valée.
En 1841, les colons français s'installèrent. Le 20 juin 1845, un arrêté ministériel déclare officiellement la création de la commune du Sig, sous la dénomination de Saint-Denis, emprunté à la basilique royale. En même temps, une zone d'irrigation est constituée, elle est alimentée par un barrage-déversoir (le Petit Barrage) établi par le Génie Militaire en 1845 dans un défilé de l'Oued Sig à 3 kilomètres en amont de la ville.
Le 31 décembre 1845, un groupe d’avocats, de médecins, d’ingénieurs et d’officiers fouriéristes de Lyon et de Franche-Comté fondèrent l’Union Agricole d’Afrique à Saint-Denis du Sig, en Algérie. La rigueur militaire du règlement dissuada beaucoup de colons et cet essai se changea rapidement en une société normale basée sur le salariat : l’Union du Sig,. Le 22 septembre 1870, Saint-Denis-du-Sig deviendra une commune de plein exercice ayant un maire à sa tête.
Les premiers habitants de cette nouvelle colonie furent des Allemands puis en 1845, 50 familles de Franche-Comté s’installèrent. Ils proviennent de toutes les classes sociales mais peu ont déjà travaillé dans les champs. Mais les travaux de défrichement et le voisinage des marais amenèrent bientôt des fièvres paludéennes et ce premier peuplement disparut sans laisser de traces. En juin 1846, il ne reste que 11 familles à la suite des fortes épidémies de fièvres. Soit 184 Français, 3 Espagnols, 2 Italiens, 1 Suisse. L’état-civil indique 114 décès, 4 naissances et 1 mariage.
En 1870-1871 c'est au tour d'Alsaciens-Lorrains fuyant l'invasion allemande et de communards fuyant la condamnation politique de s'installer dans la ville. Mais c'est surtout une immigration économique d’Espagnols venus d’Altea qui constitua alors la majorité de la population locale.
La Première pépinière créée dans la ville est le Domaine des Oliviers fondées en 1885 par M. Escudier (distinctions honorifiques : 102 médailles or, argent, vermeil, 1er prix cultural d'Oran 1909).
Un hôpital militaire est aussi créé qui peut accueillir 50 malades.
Le 13 janvier 1855, un décret impérial désigne Saint-Denis du Sig comme chef-lieu d’un commissariat civil. La commune sera administrée par le maire, un adjoint, sept conseillers municipaux, dont 5 Français, un étranger, un indigène, mais provisoirement les fonctions de maire seront exercées par le commissaire civil.
L'église fut édifiée en 1860, avec son clocher quadrangulaire de 24 mètres, carillon de 9 cloches, horloge à 4 cadrans. Construit par Viala de Sorbier, cet ouvrage est une réminiscence du style roman.
Par décret du 22 septembre 1870, la ville devient une commune mixte de plein exercice après 15 années sous le régime du Commissariat civil.

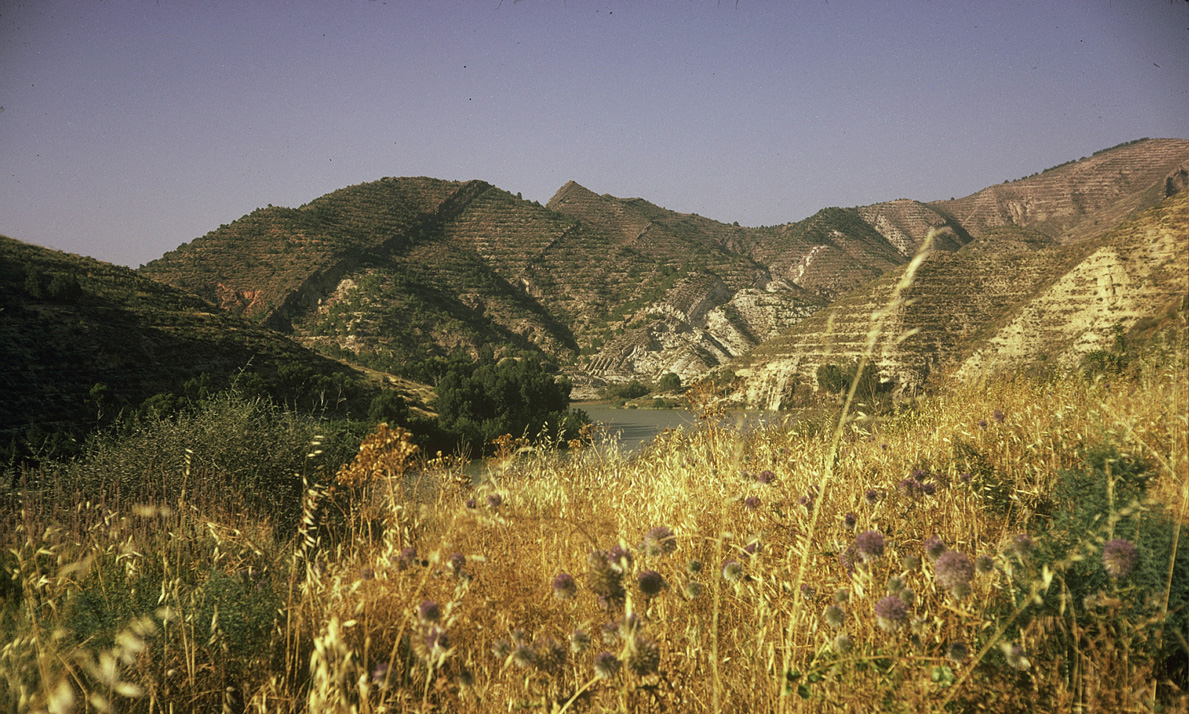
Collines en périphérie du barrage de Sig (8 juin 1974).

Le 8 février 1885 vers 5 heures du soir : sous l'effet de pluies torrentielles, les terrains de la rive droite cèdent. Le Grand barrage, puis le Petit barrage cèdent à leur tour. Grâce au courage du caïd des Cheurfas, Mohamed Ben Mustapha, qui n’hésita pas à crever son cheval pour annoncer la nouvelle, une partie de la population s’enfuit vers le sanctuaire de Notre-Dame-du-Bon-Remède. Une vingtaine de maisons s’écroulèrent.
La mairie a été édifiée en 1898 par Albert de Maupassant (cousin de Guy de Maupassant), ingénieur (1841-1923).

## Démographie
Sig est la troisième commune la plus peuplée de la wilaya après Mascara et Mohammadia .
- 1966 : 27 700 hab.
- 1977 : 32 306 hab.
- 1987 : 42 197 hab. (47 331 pour la commune)
- 1998 : 53 924 hab. (60 783 pour la commune)
- 2008 : 61 373 hab. (70 499 pour la commune)

http://www.ons.dz/img/pdf/armature_urbaine_2008.pdf

### Population de la commune
| 1847 | 1860  | 1913   | 1954   | 1966   | 1977   | 1987   | 1998   | 2008   |
| ---- | ----- | ------ | ------ | ------ | ------ | ------ | ------ | ------ |
| 486  | 2 119 | 13 000 | 25 500 | 27 700 | 32 306 | 47 331 | 60 783 | 70 499 |

## Économie
Sig reste en matière économique la commune la plus riche de la wilaya de Mascara et le poumon économique de la région. La principale ressource de la ville reste l’oléiculture, le bassin irrigué de la plaine de Sig s'étend sur quelque 5 500 hectares, faisant travailler quelque 8 000 travailleurs saisonniers, et comptent plus de 200 confiseries d'olives.
Hormis l'agriculture, la commune dispose d'une zone industrielle parmi les plus grandes et plus viabilisées de l'Ouest algérien, elle comprend entre autres :  l'unité de l'ENAP (13 ha), l'unité Safina du groupe Metidji (11 ha), l'unité de la SNTA (13 ha), la STCO (1 ha), le groupe espagnol Dulcesol (5 ha) et une vingtaine d'autres privés.
Une assiette de cinq hectares a été dégagée à un groupe espagnol pour une unité agro-alimentaire. Il existe d'autres unités en dehors de la zone industrielle, telle que l'ENAMARBRE (3 ha), TREFISIG (3 ha), l'unité Safia (3 ha.), l'EMAC (4 ha), et la zone d'activité (3 ha).

## Patrimoine

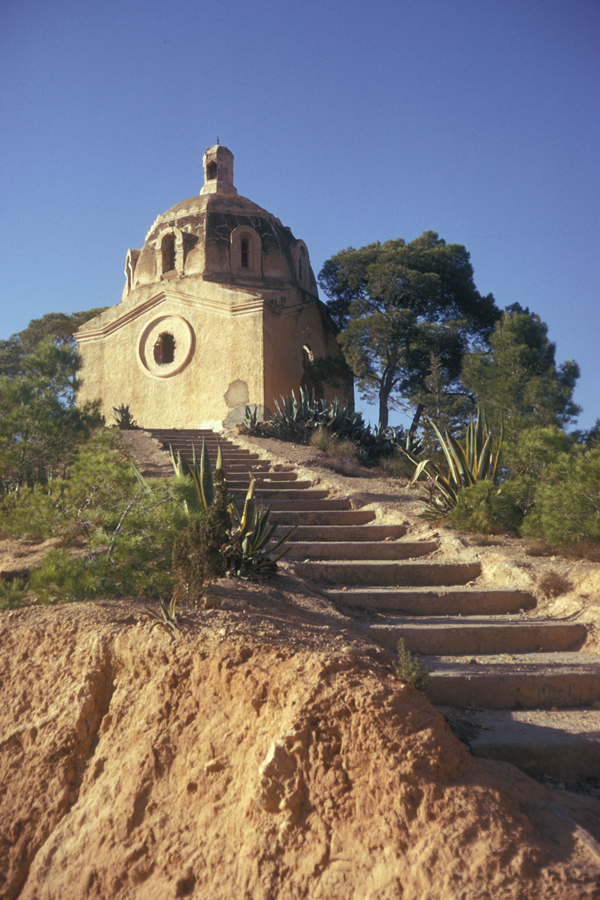
Chapelle Notre-Dame-du-Bon Remède.

- La mosquée Cheikh Larbi Tebessi du nom de son fondateur en 1947 financée par des dons des notables de Sig et des bienfaiteurs Sigois ;
- Les mausolées de : Sidi Lakhdar, Sidi Blel, Sidi Abdelkader ;
- La chapelle Notre-Dame-du-Bon-Remède, sur les hauteurs de la ville. Démolie après 1991, tandis que l'église fut démolie en 1976 pour bâtir un bureau de poste ;
- Le cimetière chrétien (au nord de la ville) et le cimetière juif (au sud) au milieu du cimetière Sidi Lakhdar.

## Politique

### Les maires de Sig depuis le 5 juillet 1962)
1. Ali Cherif Deroua (1962)
2. Mohamed Ais (1962-1967)
3. Bendimered (1967-1975)
4. Bouziane (1975-1980)
5. Cheikh Marouane (1980-1988)
6. Mohamed Bouziane Belhadj (1988-1993)
7. Commis de l'État (1993-1997)
8. Mokhtar Belahouel (1997-2002)
9. Boudoukara Lakhdar (2002-2003)
10. Habib Zahmani (2003-2007)
11. Ali Moussa (2007)
12. M'hamed Benyamina (2012-2017)
13. Nasreddine Meliani Maida (2017-2022)

## Jumelages
- Vierzon (France)

## Personnalités liées à la commune
- Jules-Antoine Bührer (de) (1879-1965), général d’Armée, y est né en 1879 ;
- Jules Duval (1813-1870), économiste, sous-directeur de l'Union agricole (1847-1850) ;
- Henri Descours (1858-1940), maire de la commune de 1908 à 1919, puis de 1929 à 1931 ;
- Julien Serviès (1876-1963), premier pilote qui participa à une opération de guerre, y est né en 1876 ;
- Max Charbit (1908-2001), international de football français y est né en 1908 ;
- Émilie Thérèse Mauricette Lhuillier, dite Marie-José (1914-2002), chanteuse et actrice française, y est née le 26 décembre 1914 ;
- André Philippot (1919-2018), footballeur français, y est né en 1919 ;
- Davos Hanich (1922-1987), peintre et sculpteur, y est né. Il est célèbre pour avoir tenu le rôle principal dans La Jetée de Chris Marker où, par coïncidence, le petit garçon anonyme que Marker photographie par hasard pour incarner le même personnage enfant, est né lui aussi au Sig, ainsi que le révèle Dominique Cabrera dans son film Le cinquième plan de "La jetée" (2024) ;
- Paul Quilès (1942-2021), homme politique français, y est né ;
- Joaquin Masanet, syndicaliste policier, y est né en 1952[12] ;
- Rachid Taha (1958-2018), chanteur algérien, y est né en 1958 et y est enterré.